# 대전사이언스페스티벌
대전사이언스페스티벌(Daejeon Science Festival)은 과학기술도시 대전을 대표하는 국내 최대의 과학축제로 대전의 과학콘텐츠 자원과 시대적 콘텐츠 요소를 '융복합한 과학축제'로, 융합과 미래 그리고 참여를 더욱 견고히 하여 대전의 정체성 확립 및 도시브랜드를 제고하는 '대전다운' 과학문화관광축제를 표방한다. 대전은 대덕연구개발특구로 정부출연연구기관과 민간 연구소 등이 입주해 있고 1993년 세계박람회를 성공적으로 개최한 도시이다. 또한 대전시는 UNESCO와 격년제로 세계 과학기술인과 기업인이 참가하는 대전세계혁신포럼을 공동으로 개최하고 있으며, 2012년도에는 국제과학비즈니스벨트 거점도시로 확정되어 개발이 진행되고 있는 명실상부한 대한민국 최고의 과학도시이다.

## 축제취지
대전사이언스페스티벌은 2000년부터 개최되기 시작하여 올해로 21년째를 맞는 대전의 대표축제이다. 청소년들에게 꿈을 심어주고, 대국민 과학마인드 제고에 기여하며, 지역 특화형 축제로써 국내 관광산업 및 과학산업 발전의 촉매로써 역할 수행을 모토로 하고 있다. 더 나아가 대전의 상징축제로서 첨단과학도시를 표방하고 있는 대전의 도시 이미지 및 특성을 대내외적으로 홍보함과 동시에, 지역경제 파급효과의 극대화와 과학․문화관광산업의 육성, 엑스포과학공원의 활성화 및 대덕연구개발특구 내 기관 간 연계 촉진 등 다각적인 효과가 기대되는 국내 최대의 과학축제라고 할 수 있다.

## 연도별 개최현황
2000년 제1회를 시작으로 2019년까지 총 22회 개최되었다. 대전사이언스페스티벌은 해가 거듭되면서 여러 가지 변수들로 인하여 축제의 모양이 변모되었는데, 외부전문가들이 투입되어 기본계획을 수립했던 2000년에서 2004년까지의 시기를 사이언스페스티벌 1기, 한국과학문화재단(현, 한국과학창의재단)에서 함께 주관하여 대한민국창의과학축전과 공동으로 한 2005년을 사이언스페스티벌 2기, 자체적으로 기본계획을 수립하던 2006년과 2007년을 사이언스페스티벌 3기, 개최 시기와 방법 등의 큰 변화가 있었던 2008년부터 2010년까지를 4기로 구분한다.
| 구분      | 2000년(1회)                                                       | 2001년(2회)                                                       | 2002년(3회)                                                            | 2003년(4회)                                                       | 2004년(5회)                                                                               | 2005년(6회)                                                       | 2006년(7회)                                                       | 2007년(8회)                                                       |
| --------- | ----------------------------------------------------------------- | ----------------------------------------------------------------- | ---------------------------------------------------------------------- | ----------------------------------------------------------------- | ----------------------------------------------------------------------------------------- | ----------------------------------------------------------------- | ----------------------------------------------------------------- | ----------------------------------------------------------------- |
| 축제명    | 대전사이언스페스티벌 2000                                         | 대전사이언스페스티벌 2001                                         | 대전사이언스페스티벌 2002                                              | 대전사이언스페스티벌 2003                                         | 대전사이언스페스티벌 2004                                                                 | 2005 대한민국과학축전                                             | 대전사이언스페스티벌 2006                                         | 대전사이언스페스티벌 2007                                         |
| 주제      | 열려라! 과학천국                                                  | 누구나 즐길 수 있는 과학                                          | 인간과 가까운 과학                                                     | 전환&이동 '세상을 바꾼 10가지 과학이야기'                         | 조화와 소통 '미래로 가는 다섯 개의 문'                                                    | 과학 180°                                                         | Multi-Sciencing '7가지 시원한 여름과학세상'                       | 상상! 사이언스 탐구여행                                           |
| 축제 기간 | 2000.8.11(금)~8.20(일) 10일간                                     | 2001.8.11(금)~8.20(일) 10일간                                     | 2002.8.9(금)~8.18(일) 10일간                                           | 2003.8.7(목)~8.17(일) 11일간                                      | 2004.7.30(금)~8.9(월) 11일간                                                              | 2005.8.12(금)~8.21(금) 10일간                                     | 2006.8.11(금)~8.20(일) 10일간                                     | 2007.8.15(수)~8.19(일) 5일간                                      |
| 행사 규모 | 35개 단체, 110개 프로그램                                         | 37개 단체, 120개 프로그램                                         | 45개 단체, 120개 프로그램                                              | 45개 단체, 140개 프로그램                                         | 42개 단체, 150개 프로그램                                                                 | 국내외 142개 단체, 350개 프로그램                                 | 46개 단체, 120개 프로그램                                         | 56개 단체, 122개 프로그램                                         |
| 주최      | 대전광역시                                                        | 대전광역시                                                        | 대전광역시                                                             | 대전광역시                                                        | 대전광역시                                                                                | 대전광역시, 한국과학문화재단, 지방공사대전엑스포과학공원          | 대전광역시, CMB대전방송                                           | 대전광역시, CMB대전방송                                           |
| 주관      | 지방공사대전엑스포과학공원                                        | 지방공사대전엑스포과학공원                                        | 지방공사대전엑스포과학공원                                             | 지방공사대전엑스포과학공원                                        | 지방공사대전엑스포과학공원                                                                | 지방공사대전엑스포과학공원                                        | 지방공사대전엑스포과학공원                                        | 지방공사대전엑스포과학공원                                        |
| 입장료    | 어 른 : 3,000원 청소년 : 2,000원 어린이 : 1,000원                 | 어 른 : 3,000원 청소년 : 2,000원 어린이 : 1,000원                 | 어 른 : 3,000원 청소년 : 2,000원 어린이 : 1,000원                      | 어 른 : 5,000원 청소년 : 4,000원 어린이 : 3,000원                 | 어 른 : 5,000원 청소년 : 4,000원 어린이 : 3,000원                                         | 대 인 : 6,000원 소 인 : 4,000원                                   | 어 른 : 8,000원 청소년 : 6,000원 어린이 : 4,000원                 | 대 인 : 9,000원 소 인 : 7,000원                                   |
| 관람 인원 | 유료 : 115,494명 무료 : 72,552명 연계 : 43,892명 합계 : 231,918명 | 유료 : 146,384명 무료 : 98,954명 연계 : 58,111명 합계 : 303,449명 | 유료 : 112,665명 무료 : 96,845명 연계 : 83,207명 합계 : 292,717명      | 유료 : 141,644명 무료 : 9,591명 연계 : 225,974명 합계 : 377,209명 | 유료 : 86,697명 무료 : 39,899명 연계 : 131,880명 합계 : 258,476명                         | 유료 : 69,034명 무료 : 77,119명 연계 : 137,180명 합계 : 283,333명 | 유료 : 75,083명 무료 : 177,814명 연계 : 64,115명 합계 : 317,012명 | 유료 : 103,281명 무료 : 49,648명 연계 : 42,322명 합계 : 195,251명 |
| 구분      | 2008년(9회)                                                       | 2009년/4월(10회)                                                  | 2009년/10월(11회)                                                      | 2010년/4월(12회)                                                  | 2010년/10월(13회)                                                                         | 2011년(14회)                                                      | 2012년(15회)                                                      | 2013년(16회)                                                      |
| 축제명    | 꿈돌이사이언스페스티벌 2008                                       | 꿈돌이사이언스페스티벌 2009                                       | 꿈돌이사이언스페스티벌 2009                                            | 꿈돌이사이언스페스티벌 2010                                       | 대전사이언스페스티벌                                                                      | 2011 대전사이언스페스티벌                                         | 2012 대전사이언스페스티벌                                         | 대전엑스포20주년기념 2013 대전사이언스페스티벌                    |
| 주제      | 꿈돌이의 귀환                                                     | 항공우주과학                                                      | 우주특별시로 가는 세상 (우주여행"Space Tour")                          | 그린에너지를 찾아라 - 꿈돌이탐험대                                | 자연을 생각하는 과학                                                                      | 노벨상의 꿈을 향하여                                              | 신나고 재미있는 과학여행                                          | 응답하라 1993 상상하라 2033                                       |
| 축제 기간 | 2008.4.19(토)~4.21(월) 3일간                                      | 2009.4.10(금)~4.12(일) 3일간                                      | 2009.10.9(금)~10.18(월) 10일간                                         | 2010.4.23(금)~4.25(일) 3일간                                      | 2010.10.7(목)~10.10(일) 4일간                                                             | 2011.10.6(목)~10.9(일) 4일간                                      | 2012.10.26(금)~10.28(일) 3일간                                    | 2013.8.9(금)~8.11(일) 4일간                                       |
| 행사 규모 | 40개 단체, 80개 프로그램                                          | 80개 프로그램                                                     | 65개 프로그램                                                          | 46개 단체, 120개 프로그램                                         | 53개 과학문화체험프로그램                                                                 | 127개 과학문화프로그램                                            | 130개 프로그램                                                    | 114개 기관단체, 120개 프로그램                                    |
| 주최      | 대전광역시, 대전광역시교육청, 대한민국공군                        | 대전광역시, 대전광역시교육청, 대한민국공군                        | 대전광역시, 대전광역시교육청                                           | 대전광역시                                                        | 대전광역시                                                                                | 대전광역시                                                        | 대전광역시, 대덕연구개발특구진흥재단                              | 대전마케팅공사                                                    |
| 주관      | 꿈돌이사이언스존발전협의회 (K-Zone)                               | 꿈돌이사이언스존발전협의회 (9개 기관)                             | 꿈돌이사이언스존발전협의회 (9개 기관)                                  | 꿈돌이사이언스존발전협의회 (6개 기관)                             | 지방공사대전엑스포과학공원                                                                | 지방공사대전엑스포과학공원                                        | 대전마케팅공사                                                    | 대전마케팅공사                                                    |
| 입장료    | 무료입장                                                          | 무료입장                                                          | 무료입장                                                               | 무료입장                                                          | 무료입장                                                                                  | 무료입장                                                          | 무료입장                                                          | 무료입장                                                          |
| 관람 인원 | 유료 : 없음 무료 : 27,291명 연계 : 54,000명 합계 : 81,291명       | 유료 : 없음 무료 : 71,669명 연계 : 63,500명 합계 : 135,169명      | 유료 : 없음 무료 : 237,422명 연계 : 40,767명(IAC행사) 합계 : 278,189명 | 유료 : 없음 무료 : 130,000명 연계 : 46,920명 합계 : 176,920명     | 유료 : 없음 무료 : 117,929명 연계 : 없음 합계 : 117,929명                                 | 합계 : 153,024명                                                  | 합계 : 84,252명                                                   | 합계 : 151,878명                                                  |
| 구분      | 2014년(17회)                                                      | 2015년(18회)                                                      | 2016년(19회)                                                           | 2017년(20회)                                                      | 2018년(21회)                                                                              | 2019년(22회)                                                      | 2020년(23회)                                                      | 2021년(24회)                                                      |
| 축제명    | 2014 대전사이언스페스티벌                                         | 2015 대전사이언스페스티벌                                         | 2016 대전사이언스페스티벌                                              | 2017 대전사이언스페스티벌                                         | 2018 대전사이언스페스티벌                                                                 | 2019 대전사이언스페스티벌                                         |                                                                   | 2021 대전사이언스페스티벌                                         |
| 주제      | 생활속 숨쉬는 과학                                                | 과학과 문화의 융합! 미래를 엿보다                                 | 과학과 문화의 융합! 미래를 엿보다 - 우주 및 항공 -                     | 과학과 문화의 융합! 미래를 엿보다 - 새로운 물결, 4차산업혁명 -    | 과학과 문화의 융합! 미래를 엿보다 - 4차산업혁명특별시! 대전은 미래로, 미래는 대전으로!! - | 과학과 문화의 융합! 미래를 엿보다 - 우주 및 항공 -                |                                                                   |                                                                   |
| 축제 기간 | 2014.11.12(수)~11.16(일) 5일간                                    | 2015.10.17(토)~10.21(수) 5일간                                    | 2016.10.22(토)~10.25(화) 4일간                                         | 2017.10.21(토)~10.24(화) 4일간                                    | 2018.10.19(금)~10.22(화) 4일간                                                            | 2019.10.18(금)~10.21(화) 4일간                                    |                                                                   |                                                                   |
| 행사 규모 | 40개 기관단체, 50여개 프로그램                                    | 90개 기관단체, 130개 체험프로그램                                 | 144개 기관단체, 187개 체험프로그램                                     | 160개 기관단체, 323개 프로그램                                    | 178개 기관단체, 343개 프로그램                                                            | 185개 기관단체, 352개 프로그램                                    |                                                                   |                                                                   |
| 주최      | 대전광역시                                                        | 대전광역시                                                        | 대전광역시                                                             | 대전광역시                                                        | 대전광역시                                                                                | 대전광역시                                                        |                                                                   | 대전광역시                                                        |
| 주관      | 대전마케팅공사                                                    | 대전마케팅공사                                                    | 대전마케팅공사                                                         | 대전마케팅공사                                                    | 대전마케팅공사                                                                            | 대전마케팅공사                                                    |                                                                   | 대전마케팅공사                                                    |
| 입장료    | 무료입장                                                          | 무료입장                                                          | 무료입장                                                               | 무료입장                                                          | 무료입장                                                                                  | 무료입장                                                          |                                                                   | 무료입장                                                          |
| 관람 인원 | 합계 : 48,000명                                                   | 합계 : 167,800명                                                  | 합계 : 170,210명                                                       | 합계 : 222,864명                                                  | 합계 : 234,900명                                                                          | 합계 : 242,560명                                                  |                                                                   | 합계:                                                             |

## 행사 사진
|  |  |  |  |  |  |
|  |  |  |  |  |  |